# Беверлі (Огайо)
Беверлі (англ. Beverly) — селище (англ. village) в США, в окрузі Вашингтон штату Огайо. Населення — 1233 особи (2020).

## Географія
Беверлі розташоване за координатами 39°33′0″ пн. ш. 81°38′9″ зх. д. / 39.55000° пн. ш. 81.63583° зх. д. (39.549969, -81.635844).  За даними Бюро перепису населення США в 2010 році селище мало площу 2,05 км², з яких 1,77 км² — суходіл та 0,29 км² — водойми.

## Демографія
Згідно з переписом 2010 року, у селищі мешкало 1313 осіб у 545 домогосподарствах у складі 338 родин. Густота населення становила 639 осіб/км².  Було 599 помешкань (292/км²).
Расовий склад населення:
| - 97,2 % — білих - 0,3 % — чорних або афроамериканців - 0,2 % — азіатів |

До двох чи більше рас належало 2,4 %. Частка іспаномовних становила 0,5 % від усіх жителів.
За віковим діапазоном населення розподілялося таким чином: 23,7 % — особи молодші 18 років, 56,4 % — особи у віці 18—64 років, 19,9 % — особи у віці 65 років та старші. Медіана віку мешканця становила 41,2 року. На 100 осіб жіночої статі у селищі припадало 85,7 чоловіків;  на 100 жінок у віці від 18 років та старших — 81,2 чоловіків також старших 18 років.
Середній дохід на одне домашнє господарство  становив 46 594 долари США (медіана — 33 750), а середній дохід на одну сім'ю — 58 417 доларів (медіана — 47 639). Медіана доходів становила 42 083 долари для чоловіків та 30 556 доларів для жінок. За межею бідності перебувало 19,2 % осіб, у тому числі 28,2 % дітей у віці до 18 років та 9,8 % осіб у віці 65 років та старших.
Цивільне працевлаштоване населення становило 453 особи. Основні галузі зайнятості: освіта, охорона здоров'я та соціальна допомога — 22,7 %, будівництво — 11,9 %, мистецтво, розваги та відпочинок — 11,3 %.